# Grzegorz Brona
Grzegorz Konrad Brona (ur. 26 marca 1980) – polski fizyk, urzędnik państwowy, przedsiębiorca i nauczyciel akademicki, doktor habilitowany nauk fizycznych, w latach 2018–2019 prezes Polskiej Agencji Kosmicznej.

## Życiorys
W latach 1995–1999 uczęszczał do XIV Liceum Ogólnokształcącego im. Stanisława Staszica w Warszawie. W latach 1999–2004 studiował na Wydziale Fizyki na Uniwersytecie Warszawskim. W latach 2004–2007 odbywał na tejże uczelni studia doktoranckie. W 2007 na Wydziale Fizyki Uniwersytetu Warszawskiego obronił pracę doktorską z zakresu fizyki wysokich energii pt. Produkcja hadronów i polaryzacja gluonów w nukleonie w oddziaływaniach μ-N w doświadczeniu COMPASS w CERN, po czym rozpoczął pracę w Instytucie Fizyki Doświadczalnej UW. W pracy tej po raz pierwszy zmierzył wypadkowy moment pędu niesiony przez gluony, jeden ze składników nukleonów (protonów i neutronów). W 2017 otworzył przewód habilitacyjny. Habilitację Uniwersytetu Warszawskiego uzyskał w 2018 roku na podstawie rozprawy Forward Physics – a new window on high energy interactions. Results from Large Hadron Collider Run 1 data taking obtained with Compact Muon Solenoid experiment.
W 2008 ukończył podyplomowe studia MBA w technologiach informatycznych na Wyższej Szkole Handlu i Finansów Międzynarodowych im. Fryderyka Skarbka w Warszawie. Jest współautorem kilkuset artykułów naukowych publikowanych w periodykach naukowych takich jak „Physical Review Letters”, „Nuclear Instruments and Methods” i „Nature”. Uczestnik i prelegent kilkudziesięciu konferencji naukowych m.in. w USA, Francji, Japonii, Brazylii, Rosji, Tajwanie, Włoszech.
Od 2009 do 2011 pracował w Europejskiej Organizacji Badań Jądrowych CERN, gdzie odpowiadał za oprogramowanie detektorów promieniowania oraz zarządzanie jednym z zespołów badawczych pracujących przy Wielkim Zderzaczu Hadronów, zajmującym się zagadnieniami chromodynamiki kwantowej, czyli mierzeniem oddziaływań silnych. Współautor odkrycia cząstki Higsa. 
Został współzałożycielem i wiceprezesem, a od 2015 do 2018 był prezesem zarządu firmy Creotech Instruments S.A. największej polskiej spółki działającej w branży kosmicznej. Uczestniczył w szeregu projektach realizowanych przez Creotech na zlecenie Europejskiej Agencji Kosmicznej, m.in. w przygotowaniu misji Exomars-2016, Proba-3, OPSSAT, ASIM, JUICE, COMET INTERCEPTOR.
Od 2015 do 2018 roku zasiadał w Radzie Polskiej Agencji Kosmicznej. 12 marca 2018 powołany na stanowisko prezesa tej instytucji. Zakończył negocjacje związane z przystąpieniem Polski do międzynarodowego konsorcjum EUSST oraz do europejskiego klastra robotyki kosmicznej PERASPERA. Doprowadził do przystąpienia Polskiej Agencji Kosmicznej do International Space Exploration Coordination Group i Międzynarodowej Federacji Astronautycznej. Zaproponował Krajowy Program Kosmiczny obejmujący 54 działania wspierające polski sektor kosmiczny. Jego starania doprowadziły do zmian legislacyjnych ułatwiających testowanie polskich rakiet suborbitalnych. Podpisał porozumienia pomiędzy Polską Agencją Kosmiczną a Izraelską Agencją Kosmiczną (ISA) i Rumuńską Agencją Kosmiczną (ROSA). W marcu 2019 złożył rezygnację z funkcji prezesa Polskiej Agencji Kosmicznej.
Obecnie piastuje ponownie funkcję prezesa Creotech Instruments S.A., jest koordynatorem Rady Sektorowej ds. Kompetencji Przemysłu Lotniczo-Kosmicznego oraz jest członkiem Komitetu Badań Kosmicznych i Satelitarnych PAN. Jest również członkiem Rady Programowej Polskiej Fantastyki Naukowej.
Współautor książki Człowiek. Istota kosmiczna wydanej nakładem wydawnictwa Znak Literanova w 2019 roku.

## Nagrody
- 2004 – nagroda za najlepszą pracę magisterską im. Lecha Michejdy
- 2012 – Nagroda Naukowa tygodnika Polityka
- 2012 – nagroda indywidualna II stopnia Rektora Uniwersytetu Warszawskiego za badania dotyczące chromodynamiki kwantowej realizowane w zderzeniach proton-proton w LHC w CERN[1]
- 2015 – Finalista konkursu Przedsiębiorca Roku 2015 – Ernst & Young
- 2016 – Wizjonerzy XXI wieku 2016 – Wprost
- 2016 – Srebrny Medal 200-lecia Uniwersytetu Warszawskiego
- 2017 – Przedsiębiorca Roku 2017, Nagroda Specjalna, Współpraca Nauki i Biznesu – przyznający Wydział Zarządzania Uniwersytet Warszawski[10]
- 2017 – Wizjoner 2017 – Dziennik Gazeta Prawna